# Dana Scott
Dana Stewart Scott (nascut l'11 d'octubre de 1932) és professor emèrit de la càtedra Hillman d'informàtica, filosofia i lògica matemàtica de la Carnegie Mellon; ara està retirat i viu a Berkeley (Califòrnia). La seva carrera com a investigador va comprendre informàtica, les matemàtiques i la filosofia. La seva feina en teoria d'autòmats li va fer guanyar el Premi Turing el 1976, mentre que la seva feina en col·laboració amb Christopher Strachey els anys 1970 va posar els fonaments de la semàntica de llenguatges de programació. També ha treballat en lògica modal, topologia i teoria de categories.